# Fernand Massay
Fernand Massay (20 de dezembro de 1919 — 13 de dezembro de 2010) foi um futebolista belga.

## Carreira
Massay jogou na Seleção Belga de Futebol de 1945 a 1948.